# Antonín Ludvík Frind
Antonín Ludvík Frind, německy Anton Ludwig Frind (9. října 1823 Lipová  – 28. října 1881 Litoměřice) byl 13. litoměřickým sídelním biskupem v letech 1879–1881.
Jmenován biskupem byl 25. dubna 1879 císařem Františkem Josefem I. Do biskupského úřadu byl potvrzen 15. května 1879 papežem Lvem XIII. Biskupské svěcení přijal 22. června 1879 v katedrále sv. Víta v Praze. V Litoměřicích byl na biskupský stolec intronizován 22. července 1879.

## Mládí
Pocházel z rozvětvené rodiny Frindů a Frintů. Jedna z větví této rodiny žila v České Kamenici na Děčínsku. Z ní pocházel i biskup v St. Pölten Jakob Frint. Antonín Ludvík Frind pocházel ze Šluknovského výběžku, rodiště řady kněží a biskupů, z vesnice Lipová (německy Hainspach), která je nejsevernější vsí v Česku. Narodil se 9. října 1823 a téhož dne dostal při křtu jméno Antonín (v matrice německy Anton). Jeho rodiče byli rolníci. Byl nadaný a měl předpoklady pro studium. Rodiče mu studium umožnili. Počítali i se studiem ve Vídni a s podporou jeho vzdáleného příbuzného biskupa Jakoba Frinta. Ten však ale již v roce 1834 zemřel a nadaného Antonína Ludvíka tedy podpořit nemohl. Nakonec bylo rozhodnuto, že půjde studovat do litoměřického gymnázia, které mělo dobrou pověst. Na filozofická studia odešel do Prahy, posléze se vrátil do litoměřického semináře a 16. července 1847 byl vysvěcen na kněze. První mši svatou (primici) sloužil ve svém rodišti. Krátce před jeho příjezdem do Lipové však vyhořel jeho rodný dům, takže zde byla i tato neradostná okolnost, která mu slavení primice ztížila.

## Kněz, pedagog a literát
Jako novokněz byl v roce 1847 jmenován kaplanem ve Varnsdorfu. Zde působil až do roku 1851. V roce 1851 odešel do Litoměřic a stal nejdříve katechetou na místním gymnáziu. V letech 1851–1859 byl pak na gymnáziu v Litoměřicích profesorem dějepisu a zeměpisu. Zde také zahájil svou literární činnost. Roku 1857 vyšla jeho modlitební kniha pro studující (latinsky): "Deus lux, laetitia et salus mea", (česky): „Bůh je světlo, radost a moje záchrana“. Tato kniha pro svou oblíbenost se dočkala trojího vydání v letech (1857–1877).

## Vědecká činnost
V roce 1859 byl, díky svým pedagogickým a vědeckým úspěchům, jmenován ředitelem gymnázia v Chebu. Tam se začal více věnovat českým dějinám. První prací z tohoto jeho období života byla práce o životě a díle sv. Jana Nepomuckého. Stal se postupně jedním z nejvýznamnějších církevních historiků své generace. Vycházel z důkladného studia pramenů. Byl dostatečně kritický a objektivní. Jeho styl byl čtivý. Také jeho učebnice apologetiky pro gymnázia byla populární a v českém překladu se používala až do éry Podlahovy. V Chebu, již v roce 1862, začal vydávat své nejvýznamnější dílo Církevní dějiny obecně a ve zvláštním vztahu k dnešní litoměřické diecézi (německy Kirchengeschichte Böhmens im allgemeinen und in ihrer besondere Beziehung auf die jetzige Leitmeritzer Diözese). Toto dílo vyšlo pak ucelené ve čtyřech svazích v letech 1864–1888.
Roku 1869 byl jmenován metropolitním kanovníkem u sv. Víta v Praze. K tomu se přidružila i funkce kapitulního archiváře a knihovníka. Jeho úkolem bylo uspořádat kapitulní archiv z období 973 až 1419. V letech 1881 až 1882 vypracoval v rukopisu archivní inventář, který se používá dosud, protože se mezi jeho pokračovateli nenašel editor, který by texty zredigoval a vydal tiskem. Při pořádání fondu našel také řadu dosud neznámých rukopisných pramenů. Některé z nich pak zhodnotili on a po něm Antonín Podlaha ve svých vědeckých pracích. V Praze v domě na Hradčanském náměstí čp. 2 Frind získal pro archiv i nové a vhodnější prostory. Z důvodu jeho velké objektivity a tolerance, zvláště v době narůstajících národnostních sporů, ho Královská česká společnost nauk v roce 1872 zvolila mimořádným členem. U příležitosti 900. výročí založení pražského biskupství vydal Frind v roce 1873 dějiny pražských biskupů a arcibiskupů. Na rodnou litoměřickou diecézi nezapomínal, udržoval osobní vztahy z tehdejšími biskupy Hillem a Vahalou. Roku 1867 vydal krátkou, ale faktograficky cennou studii, v německém jazyce, Krátké dějiny biskupů litoměřických (německy Kurze Geschichte der Bischofe von Leitmeritz).

## Biskupská služba

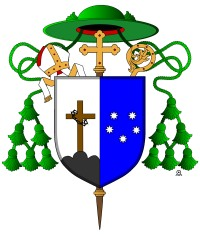
Znak biskupa Antonína Ludvíka Frinda

Císař František Josef I. ho jmenoval litoměřickým biskupem 25. dubna 1879. Toto jmenování potvrdil 15. května 1879 papež Lev XIII. Svěcení na biskupa byl 8. června 1879 v katedrále sv. Víta v Praze. Hlavním světitelem byl pražský arcibiskup Bedřich kardinál Schwarzenberg. Spolusvětiteli byli královéhradecký biskup Josef Jan Hais a světící biskup pražský Karel Průcha. Slavnostní intronizace v Litoměřicích se konala 22. června 1879. Účastnilo se jí více než 180 kněží a značný počet věřících. Od počátku své biskupské služby, jako téměř 56letý, postupoval energicky. Vykonával četné vizitace farností, uděloval svátost biřmování a kázal. Povýšil kostel sv. Antonína Velikého v Liberci na kostel arciděkanský. V Liberci také udělil první svaté přijímání. Dochované statistiky a dokumenty litoměřická diecéze zachycují, že za čtyři měsíce udělil v 76 kostelech a chrámech 40 tisíc biřmování, což je na hranicí lidských možností. Pastorační činnost ho však natolik pohltila, že mu nezbyl čas na vědeckou práci. Přesto však se jeho osobní vztah k historii a památkám projevil v některých jeho pastýřských listech. Např. v roce 1881, při oslavě 200 let založení litoměřické katedrály. Katedrála dosud neměla hotovou věž, pouze její první patro bylo kamenné, další patra s věžicí byla provizorní dřevěná. V pastýřském listě uvedl, že se deseti litoměřickým biskupům nepodařilo věž dostavět a vyzval ke sbírkám na její dokončení. Stavební plány vypracoval vídeňský mistr baron Ferstel, ale pro nedostatek financí se ani Frind dostav věže nedočkal. Věž byla dokončena teprve v roce 1889 litoměřickým stavitelem Sanderem, který původní Ferstelovy plány zjednodušil a změnil.
V červenci roku 1881 vysvětil biskup Frind nové kněze, ale objevila se u něho v té době plicní nemoc. S plicní nemocí sice bojoval již v době studií, ale později nebezpečí ustoupilo. Koncem července 1881 odjel na léčení do Mariánských Lázní. Nemoc se však ani tam nezastavila. Rozhodl se zemřít doma v Litoměřicích. Po třech měsících těžkého zápasu, 28. října 1881, zemřel zaopatřen svátostmi církve. Byl to den, ke kterému upínal zrak, protože ten den se konala v jeho rodišti Lipové slavná pouť v kostele sv. Šimona a Judy.
Pohřbu 31. října 1881 se účastnil velký zástup věřících. V duchu zavedené tradice, podle níž se nemohlo pohřbívat celé tělo zemřelého v kryptě kostela, bylo z jeho ostatků vyňato srdce biskupa Frinda a uloženo ve schránce do pilíře katedrály. Toto místo v katedrále, kde je srdce zazděno, je překryto mramorovou deskou se stručným nápisem v latinském jazyce: "Requiescat in Domino" (česky) „Ať odpočívá v Pánu“.